# 999 (телефон экстренной помощи)

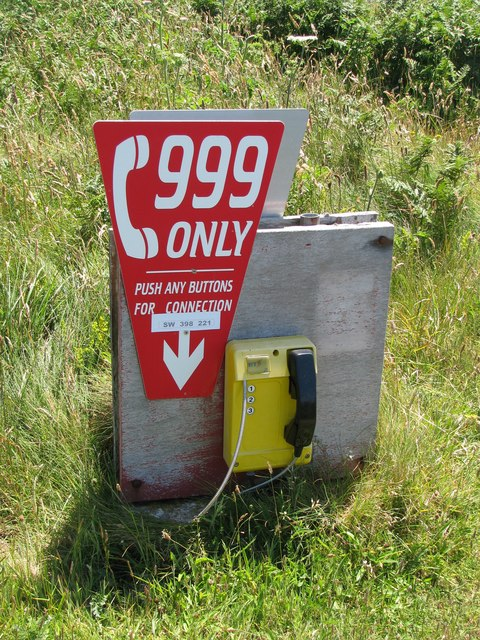
Телефон экстренной связи близ деревни Логан-Рок (Корнуолл, Англия). Надпись гласит: «Только 999. Нажмите любые кнопки для соединения». Фото 2009 года

999 — номер телефона, по которому человек может связаться с экстренными службами в ряде стран и территорий: Бангладеш, Бахрейне, Ботсване, Великобритании, Гане, Гонконге, Зимбабве, Ирландии, Кении, Макао, Малайзии, Катаре, ОАЭ, Польше, Саудовской Аравии, Сингапуре, Эсватини, Тринидад и Тобаго, на Маврикии. Набрав этот номер в Китае, вы попадёте в частную скорую помощь Пекина.

## Великобритания

В 2011 году звонки в службу 999 Великобритании распределились так:
- Полиция — 52 %
- Скорая помощь в Великобритании — 41 %
- Пожарная охрана в Великобритании — 6 %
- Береговая охрана Её Величества — 1 %

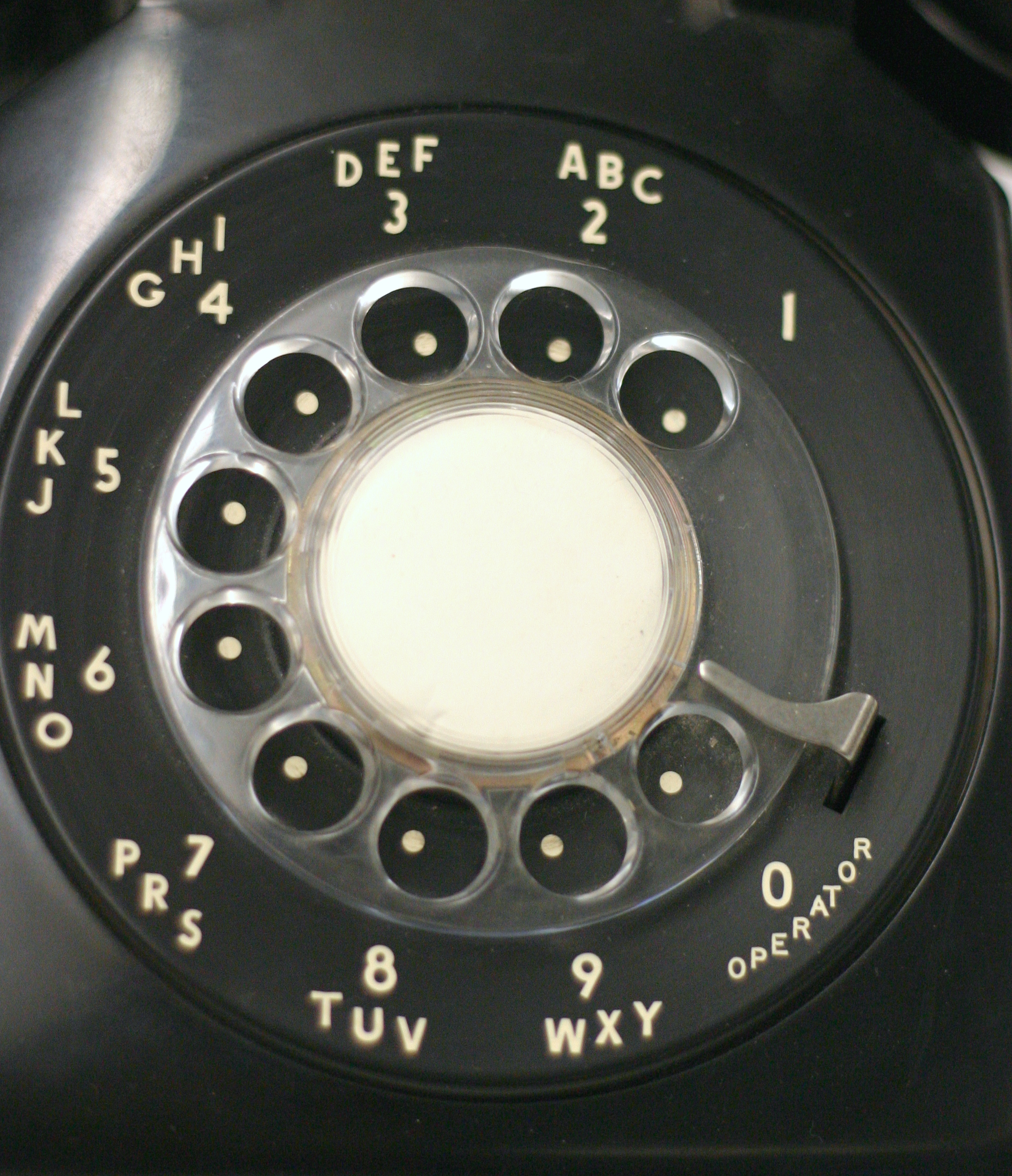
Именно три девятки для вызова экстренных служб были выбраны по нескольким причинам, в том числе потому, что эти цифры легко было набрать на ощупь: в темноте, густом тумане или слабовидящим людям — для этого им нужно было лишь пропустить одно отверстие (ноль) от дискового ограничителя

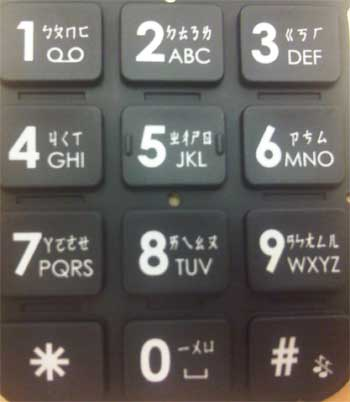
С появлением кнопочных аппаратов удобство «трёх девяток» исчезло, так как кнопка «9» никак не выделяется среди остальных.

По номеру 999 в Великобритании можно вызвать:
- Полицию
- Скорую помощь[англ.]
- Пожарную охрану[англ.]
- Береговую охрану[англ.].

Эти четыре направления напрямую и постоянно поддерживаются Контрольным центром по чрезвычайным ситуациям (КЦпЧС). Также по номеру 999 можно вызвать и другие службы, но они не имеют постоянной поддержки КЦпЧС, и вызываются они не напрямую, а только через одну из четырёх служб, перечисленных выше. Дополнительные службы, доступные для вызова по 999:
- Служба спасения на водах[англ.]
- Служба спасения в горах[англ.]
- Служба спасения из пещер[англ.]
- Служба поиска и спасения из вересковых пустошей (в основном в Корнуолле и Йоркшире)
- Служба спасения из зыбучих песков (в основном у залива Моркамб[англ.], с 1999 года[1])
- Служба спасения из шахт
- Служба уничтожения взрывчатых объектов[англ.] (при поддержке ВС)

«Служба 999» появилась в Великобритании 30 июня 1937 года, и обслуживала она тогда только Лондон и его ближайшие окрестности. Это — самая старая автоматическая служба телефонной экстренной помощи в мире. Ныне по этому телефону можно вызвать помощь из любой точки страны, на приёме звонков работают 999 операторов, звонок на этот номер с любого аппарата бесплатный.

Предпосылкой для создания Службы 999 стал пожар, произошедший 10 ноября 1935 года на Уимпоул-стрит, в котором погибли пять женщин. Соседи пытались вызвать пожарную бригаду по телефону единственным доступным способом: набирая «0» и дожидаясь ответа оператора телефонной станции, но их вызов был поставлен в общую очередь, поэтому пожарные в итоге приехали слишком поздно. Это настолько возмутило людей, что они написали письмо главному редактору The Times, который пообещал инициировать государственное расследование этого инцидента.
Первоначально Служба 999 работала в круге радиусом 12 миль (19,3 км) с центром на Оксфорд-стрит. Лондонцам тогда объяснили правила пользования новой услугой: «Звоните 999, только когда чрезвычайная ситуация происходит в настоящий момент. Например, в соседней квартире муж убивает жену, или человек в маске кружит вокруг банковского здания». Спустя всего неделю после нововведения последовал первый арест (за кражу со взломом), который произошёл благодаря своевременному звонку по номеру 999. За первую неделю работы на пульт 999 поступило 1336 звонков (из них 91 были розыгрышами), а спустя год после введения Служба 999 принимала около 8000 экстренных звонков в месяц. В 1938 году Служба 999 заработала в Глазго. После окончания Второй мировой войны Служба 999 начала работу во всех крупных городах Великобритании, а с 1976 года она доступна в любой точке страны, не только в городах.
Именно три девятки для вызова экстренных служб были выбраны по нескольким причинам, в том числе потому, что эти цифры легко было набрать на ощупь: в темноте, густом тумане или слабовидящим людям — для этого им нужно было лишь пропустить одно отверстие (ноль) от дискового ограничителя (подробнее см. статьи наборный диск и телефоны Главного почтового управления). Цифру «ноль», гораздо более удобную для экстренного набора, использовать не представлялось возможности, так как через ноль осуществлялась связь с оператором телефонной станции. Также рассматривались варианты 111 и 222, но от их использования в итоге воздержались. Набор трёх единиц мог быть вызван неисправностью оборудования или трением проводов друг о друга, а набирать 222 люди могли, пытаясь дозвониться до Вестминстерского аббатства (цифре 2 на телефонном диске соответствовали буквы A, B и C, и абонент мог набирать номер аббатства по буквам: A—B—B, то есть, 222).
С появлением кнопочных аппаратов удобство «трёх девяток» исчезло, так как кнопка «9» никак не выделяется среди всех остальных на, например, клавиатуре мобильного телефона. Более того, тройное нажатие одной и той же кнопки очень вероятно случайно (в кармане) или играющим ребёнком. Как известно, правила безопасности запрещают распространять блокировку клавиатуры телефона на последовательность цифр, вызывающих экстренные службы, поэтому ежегодно сотни тысяч англичан, носящих свои мобильные телефоны в заднем кармане брюк или в сумочке, делают вызов в 999, даже не подозревая об этом. В связи с этим были введены другие номера для вызова экстренных служб, не состоящие из трёх одинаковых цифр: 112 (с января 1993 года) и 911. Номера 999 и 112 в Великобритании абсолютно равноправны и обеспечивают связь с одним и тем же пультом.
Операторы Службы 999 имеют решение, как принять по телефону сообщение от немого человека, или человека, находящегося в таком шоковом состоянии, что он не может говорить. Если на пульт 999 поступает звонок, но в трубке тишина, то оператор просит звонящего покашлять или издать какой-либо другой звук, который будет означать, что ему нужна помощь полиции. Если же человек находится в такой ситуации, когда любой изданный им звук может выдать его (например, человек где-то спрятался, но рядом находится ищущий его преступник), то система попросит набрать звонящего 55, что будет подтверждением того, что абоненту нужна помощь.
Операторы Службы 999 в своей работе руководствуются чёткими инструкциями. До середины 1990-х годов приветствием служила фраза «Какая служба вам требуется?», затем она была заменена на более короткую «Экстренная служба. Какая служба?» Затем оператор соединяет звонящего с одной из четырёх служб (см. выше), а если абонент сам не уверен, какая именно служба ему нужна, переадресовывает звонок в полицию. Если оператору ясно, что требуется помощь не одной службы (например, при крупном ДТП), он самостоятельно связывается со всеми необходимыми службами. Обучение оператора Службы 999 занимает 9 недель, и в своей работе он принимает в среднем 250 звонков в день. Пик звонков приходится на промежуток между 22:30 и 00:00 — за эти полтора часа на пульт 999 может поступить до 9000 звонков. На Новый год количество звонков может увеличиться до 12 000 в час.
С 1986 года в 999 можно позвонить с мобильного телефона.
6 октября 1998 года компания BT Group представила новую систему «Расширенная информационная служба для экстренных вызовов» (Enhanced Information Service for Emergency Calls — EISEC), которая позволяет в течение 30 секунд определять местоположение звонящего, что экономит время, так как оператору не требуется выяснять местонахождение у звонящего, который к тому же может просто его не знать или быть не в состоянии ответить. В настоящее время около половины экстренных подразделений страны используют EISEC.
По данным 2007 года, на номер 999 совершалось около 30 миллионов звонков в год, на 95 % из них оператор отвечал в течение пяти секунд.
Чтобы разгрузить операторов Службы 999, в Великобритании введён в эксплуатацию номер 101, по которому можно сообщить о преступлении, которое никому не угрожает непосредственно в данный момент.

## Прочие страны
Бангладеш
В Бангладеш по номеру 999 можно связаться только с полицией Дакки. Для вызова Скорой помощи используется номер 199, пожарной охраны — 9 555 555.
Гонконг и Макао
В Гонконге номер 999 используется с тех времён, когда он ещё являлся колонией Великобритании (с 1841 по 1997 год).

В Макао помимо 999 используются экстренные номера 110 (в основном для туристов из континентального Китая) и 112 (в основном для туристов из-за рубежа).
Ирландия
В Ирландии, как и в Великобритании, службы 999 и 112 абсолютно равноправны и обеспечивают связь с одним и тем же пультом. Оператор отвечает в течение одной секунды и приветствует звонящего стандартной фразой «Экстренная служба. Какая служба?» Возможно общение на английском, польском, французском, немецком и итальянском языках.
Канада
В 1959 году единый телефонный номер 999 для вызова полиции, Скорой помощи и пожарных был введён в Виннипеге (Манитоба), однако просуществовал он лишь до 1972 года, после чего был заменён на единый североамериканский 911. Операторами Службы 999 были наняты восемь женщин, и как минимум трое из них вскоре стали полицейскими.
Маврикий
На Маврикии номер 999 позволяет связаться только с полицией. Скорая помощь вызывается по номеру 114, пожарная охрана — по номеру 115.
Малайзия
В Малайзии работу Службы 999 обеспечивают около 140 операторов компании Telekom Malaysia. Этот номер используется в стране с тех времён, когда она ещё являлась колонией Великобритании (до 1957 года). По номеру 991 можно связаться с гражданскими службами.
ОАЭ
В ОАЭ номер 999 соединяет с полицией, Скорая помощь вызывается по номеру 998, пожарная охрана — по номеру 997.
Польша
В Польше, как и во всех странах ЕС, экстренные службы вызываются по номеру 112. Однако в отличие от некоторых других стран Польша не стала ликвидировать прежний экстренный номер 999. По нему сейчас можно вызвать Скорую помощь, пожарная охрана вызывается по номеру 998, полиция — по номеру 997.
Эсватини
В Эсватини номер 999 используется только для связи с полицией. Для вызова пожарной охраны необходимо набрать 933, Скорой помощи — 977, сообщить о торговле людьми можно по номеру 975.
Сингапур
В Сингапуре номер 999 используется с тех времён, когда он ещё являлся колонией Великобритании (с 1826 по 1942 год). До 1984 года по нему можно было вызвать полицию, Скорую помощь и пожарных, но ныне по 999 вызывают, в основном, полицию, для вызова Скорой помощи и пожарных используется номер 995. Факт: почти половину населения Сингапура составляют китайцы, а на миньских языках произношение «девять девять пять» (jiŭ jiŭ wŭ) созвучно «спасите меня» (jiù jiù wŏ).
Тринидад и Тобаго
В Тринидад и Тобаго номер 999 используется только для связи с полицией. Для вызова пожарной охраны и Скорой помощи необходимо набрать 990.